# 工藤静香 静香はじめの一歩
『工藤静香 静香はじめの一歩』（くどうしずか しずか はじめのいっぽ）は、工藤静香初のライブ・ビデオ。1988年11月2日発売。発売元はポニーキャニオン。規格品番：V58M1787（VHS）。2007年9月19日にDVD化された。

## 解説
1988年9月8日に渋谷公会堂（当時の名称）で開催された公演を収録した映像作品。ソロとして初めてのライブ・ビデオであるが、会員メンバーとして参加していたおニャン子クラブやうしろ髪ひかれ隊の映像作品は発売実績があった。とりわけ、うしろ髪ひかれ隊の東京厚生年金会館公演（1988/5/2開催）を映像化した『ほらね、春が来た FIRST CONCERT'88』（1988/6/20発売、V48M1693）には、ソロ・シングル曲の歌唱シーンも収められている。
画面に表示される歌唱楽曲名は、工藤の直筆をテロップ化したものである。
ソロ・デビュー曲「禁断のテレパシー」から、ライブ開催時の最新シングル曲「MUGO・ん…色っぽい」まで、全シングルA面曲の歌唱映像が収録された。
VHS・LD（G58M0305）のほか、2007年9月19日にはソロ・デビュー20周年を記念し、それまでに発表された全ライブビデオを収納したDVD-BOX『Shizuka Kudo THE LIVE DVD COMPLETE BOX』（PCBP-51826）がリリースされ、本作品も初めてDVD化された。

## 収録曲
1. Again
2. 抱いてくれたらいいのに
3. 夏がくれたミラクル[1]
4. 証拠をみせて
  - 工藤自身が好んで歌う楽曲で、ソロ・デビュー20周年記念ライブ[2]でも披露された。
5. MUGO・ん…色っぽい
  - カネボウ化粧品 '88秋 キャンペーン・ソング。
6. FU-JI-TSU
  - 中島みゆきが初めて工藤静香に提供した楽曲。
  - 未商品化であるが、中島がライブでセルフカヴァーをした事がある。
7. 引き潮
  - うしろ髪ひかれ隊のアルバム『BAB』（1988年3月21日発売、D32A-0353）収録曲。
8. ワインひとくちの嘘
9. 禁断のテレパシー
10. 愛が痛い夜
11. 裸爪のライオン
  - 中島みゆきがアルバム『おとぎばなし-Fairy Ring-』（2002年10月23日発売、YCCW-00039）でセルフカヴァーをした。
12. ミステリアス

## 関連作品
- BAB（うしろ髪ひかれ隊のアルバム） - M-7
- ミステリアス - M-1・8・9・12
- 静香 - M-4・6・11
- Shizuka Kudo 20th Anniversary the Best - M-1・2・5・6・9
- 20th Anniversary B-side collection - M-3・10